# 车登索诺木

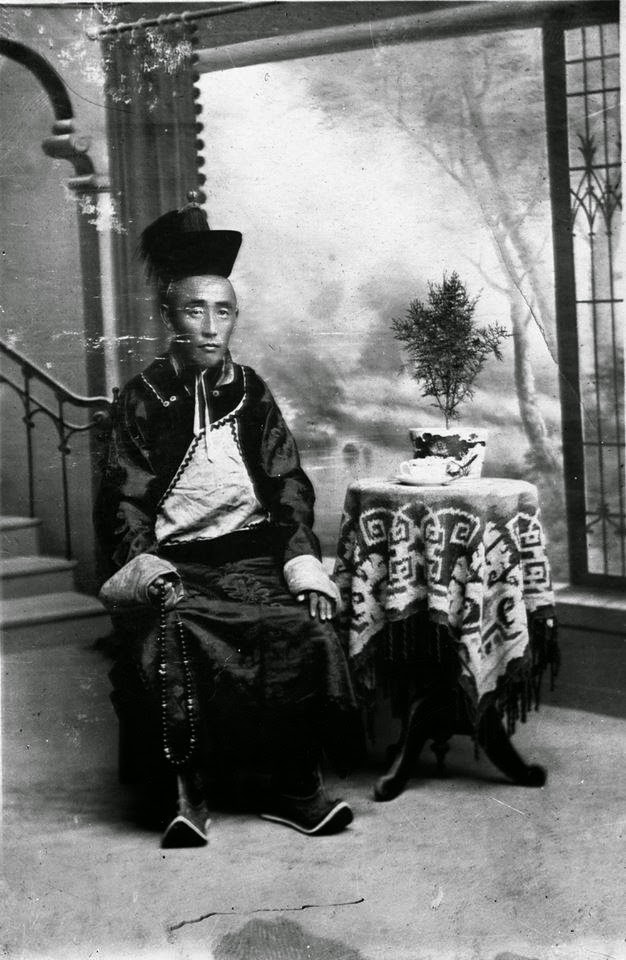
车登索诺木

车登索诺木（1881年—1930年），蒙古族，喀尔喀赛音诺颜部中路中左旗人，喀尔喀赛音诺颜部中路中左旗札萨克。

## 生平
清朝末年，车登索诺木为赛音诺颜部中路中左旗札萨克郡王衔多罗贝勒，并出任烏里雅蘇臺參贊大臣。
光绪三十二年（1906年），賽盟盟長吹蘇倫扎布逝世，乌里雅苏台将军奎煥等奏請在烏里雅蘇臺參贊大臣貝勒車登索諾木、親王那木囊蘇倫二員中簡选一人接任盟長。得旨，授那木囊蘇倫盟長。按照清朝定例，盟長应当由理藩院請簡，此次盟长由將軍保奏，并非定例。继那木濟勒端多布之后，赛音诺颜部中左旗貝勒車登索諾木、中右旗郡王庫魯固木扎布相繼出任烏里雅蘇臺參贊大臣。
光绪三十四年六月（1908年），御史常徽劾奏車登索諾木“捏報災情。本盟應派差使，不遵奏章赴邊。防守之差，以賄為定，蒙情不服，咸有戒心。如牧场未報地界，任令開荒。駝馬捏報倒斃。孳生以多報少，弊混不可枚舉”。宣統元年（1909年），乌里雅苏台将军堃岫查覆，帮助車登索諾木推卸了责任，仅称車登索諾木於本旗充當各差，存在互調他旗，以遠易近，避重就輕的情况，并称管理旗務的扎薩克齊阿莫朦混自專，請革其职务，又为車登索諾木請免議。
1911年外蒙古独立。随后，1911年12月30日博克多汗的封赏名单中，车登索诺木排名第12位，封赏内容如下：
赛音诺颜部（中左旗）札萨克郡王衔多罗贝勒车登索诺木，赐达赖名号，晋封亲王衔多罗郡王，并赏褐缰，著授内务部副大臣。
自此，车登索诺木出任大蒙古国内务部副大臣。此后他主要致力于创办各类学校，并于1921年支持蒙古人民革命。